# 2024 v hudbě
Tento článek obsahuje události související s hudbou, které proběhly v roce 2024.

## Události
- Eurovision Song Contest 2024
- Eva a Vašek oznámili konec společné hudební kariéry.[1]
- Rock for People 2024
- Colours of Ostrava 2024

## Nejúspěšnější alba

### Celosvětově
Mezinárodní federace hudebního průmyslu označila jako nejúspěšnější, když brala v úvahu fyzické prodeje, digitální prodeje i streaming hudby, následující alba:
| Pořadí | Umělec            | Název alba                    | Datum vydání      |
| ------ | ----------------- | ----------------------------- | ----------------- |
| 1.     | Taylor Swift      | The Tortured Poets Department | 29. dubna 2024    |
| 2.     | Billie Eilish     | Hit Me Hard and Soft          | 17. května 2024   |
| 3.     | Sabrina Carpenter | Short n' Sweet                | 23. srpna 2024    |
| 4.     | Enhyphen          | Romance: Untold               | 12. červenec 2024 |
| 5.     | SZA               | SOS                           | 9. prosince 2022  |
| 6.     | Seventeen         | Spill the Feels               | 14. říjen 2024    |
| 7.     | Morgan Wallen     | One Thing at a Time           | 3. března 2023    |
| 8.     | Seventeen         | 17 Is Right Here              | 29. dubna 2024    |
| 9.     | Noah Kahan        | Stick Season                  | 14. října 2022    |
| 10.    | Stray Kids        | ATE                           | 2. června 2023    |

### Česká republika
Česká národní skupina Mezinárodní federace hudebního průmyslu označila jako nejúspěšnější, když brala v úvahu fyzické prodeje, digitální prodeje i streaming hudby v České republice, následující alba:
| Pořadí | Umělec               | Název alba               | Datum vydání       |
| ------ | -------------------- | ------------------------ | ------------------ |
| 1.     | Viktor Sheen         | Planeta opic             | 13. října 2023     |
| 2.     | Calin & Viktor Sheen | Roadtrip                 | 3. února 2023      |
| 3.     | Vladimír Mišík       | Vteřiny, měsíce a roky   | 11. října 2024     |
| 4.     | Viktor Sheen         | Příběhy a sny            | 17. listopadu 2021 |
| 5.     | Billie Eilish        | Hit Me Hard and Soft     | 17. května 2024    |
| 6.     | Stein27              | President Of Sexico      | 25. srpna 2023     |
| 7.     | Ektor                | Sativa                   | 11. listopadu 2024 |
| 8.     | Benson Boone         | Fireworks & Rollerblades | 5. dubna 2024      |
| 9.     | Calin                | Popstar                  | 25. dubna 2021     |
| 10.    | Linkin Park          | Meteora                  | 7. dubna 2023      |

## Vydaná alba

### Česká

#### Leden
| Den | Album              | Umělec                           | Poznámky |
| --- | ------------------ | -------------------------------- | -------- |
| 10. | Decoration Storage | Veřejně nepřístupná vodní plocha |          |

#### Únor
| Den | Album       | Umělec      | Poznámky                                               |
| --- | ----------- | ----------- | ------------------------------------------------------ |
| 9.  | Trhám mraky | Thom Artway | Deluxe verze alba se 4 live bonusy vyšla 4. října 2024 |

#### Březen
| Den | Album                           | Umělec                           | Poznámky |
| --- | ------------------------------- | -------------------------------- | -------- |
| 8.  | Mystery Women in the Acid Pools | Moimir Papalescu & The Nihilists |          |
| 15. | Jediný na světě                 | Bára Zmeková                     |          |
| 15. | Starý chlapi                    | Tali                             | singl    |

#### Duben
| Den | Album   | Umělec                | Poznámky |
| --- | ------- | --------------------- | -------- |
| 19. | Indigem | Wolf Lost in the Poem |          |

#### Květen
| Den | Album                | Umělec            | Poznámky |
| --- | -------------------- | ----------------- | -------- |
| 17. | Weird in a Weird Way | Kill the Dandies! |          |
|     | Kvalitní umění       | Tali              |          |

#### Červen
| Den | Album               | Umělec    | Poznámky                |
| --- | ------------------- | --------- | ----------------------- |
| 14. | Hvězdy těžký to maj | Poletíme? | LP vyšlo 18. října 2024 |
| 28. | Díky, včely         | Kvietah   |                         |

#### Září
| Den | Album             | Umělec           | Poznámky            |
| --- | ----------------- | ---------------- | ------------------- |
| 16. | Standa Hložek ´70 | Stanislav Hložek | Digitální dvojalbum |

#### Říjen
| Den | Album                         | Umělec          | Poznámky |
| --- | ----------------------------- | --------------- | -------- |
| 1.  | Hrozny Hněvu                  | Řezník          |          |
| 4.  | HoraLove                      | O5 a Radeček    |          |
| 9.  | Klášterní ulice               | Bavor a Javor   |          |
| 10. | Některý věci se dějou dvakrát | Will Eifell     |          |
| 11. | Vteřiny, měsíce a roky        | Vladimír Mišík  |          |
| 11. | 90 % štěstí                   | Martina Trchová |          |

#### Listopad
| Den | Album               | Umělec                                | Poznámky                                |
| --- | ------------------- | ------------------------------------- | --------------------------------------- |
| 1.  | K mýmu ohni nesedej | Poly Noir                             |                                         |
| 1.  | Doma                | Tali                                  | singl                                   |
| 5.  | Jdem temným dnem    | Monika Načeva                         |                                         |
| 8.  | Impostor Syndrom    | Viktor Sheen                          | Album rozděleno na 2 disky po 6 písních |
| 14. | 41 minut            | Květy                                 |                                         |
| 21. | Painkillers         | Yzomandias, PTK                       |                                         |
| 26. | Happy Hour          | Vlastimil Třešňák a Temporary Quintet |                                         |

#### Prosinec
| Den | Album                        | Umělec           | Poznámky |
| --- | ---------------------------- | ---------------- | -------- |
| 16. | Zelená oblaka, růžové stromy | Marie Puttnerová |          |

### Zahraniční

#### Leden
| Den | Album                                          | Umělec           | Poznámky       |
| --- | ---------------------------------------------- | ---------------- | -------------- |
| 5.  | Stranger Than Fiction                          | Seven Davis Jr.  |                |
| 8.  | Born to Be                                     | Itzy             |                |
| 10. | Channel #1                                     | Ocha Norma       | Debutové album |
| 12. | Iechyd Da                                      | Bill Ryder-Jones |                |
| 12. | Here Comes the Rain                            | Magnum           |                |
| 12. | American Dream                                 | 21 Savage        |                |
| 12. | Insano                                         | Kid Cudi         |                |
| 12. | Breathe In                                     | Armin van Buuren |                |
| 12. | Orquídeas                                      | Kali Uchis       |                |
| 17. | Kitto, Zettai, Zettai                          | ≒Joy             | Mini album     |
| 19. | Saviors                                        | Green Day        |                |
| 19. | Orange Head                                    | Black Grape      |                |
| 19. | Little Rope                                    | Sleater-Kinney   |                |
| 19. | Penith (The Dave Soundtrack)                   | Lil Dicky        |                |
| 19. | The Hermetic Organ Volume 11 – For Terry Riley | John Zorn        |                |
| 19. | Hell, Fire and Damnation                       | Saxon            |                |
| 25. | Microcosm                                      | Roger Moutenot   |                |
| 26. | Sadness Sets Me Free                           | Gruff Rhys       |                |
| 26. | Bitter Sweet Love                              | James Arthur     |                |
| 26. | Project Regeneration Volume 2                  | Static-X         |                |
| 26. | Black Friday                                   | Tom Odell        |                |
| 29. | 2                                              | (G)I-dle         |                |

#### Únor
| Den | Album                                     | Umělec                    | Poznámky |
| --- | ----------------------------------------- | ------------------------- | -------- |
| 2.  | Let Go                                    | KMFDM                     |          |
| 2.  | King Perry                                | Lee „Scratch“ Perry       |          |
| 9.  | She Reaches Out to She Reaches Out to She | Chelsea Wolfe             |          |
| 9.  | Coming Home                               | Usher                     |          |
| 9.  | Venus                                     | Zara Larsson              |          |
| 14. | Unpopable in Dub                          | Unpopable                 |          |
| 14. | Over                                      | Daichi Miura              |          |
| 16. | The Circus and the Nightwhale             | Steve Hackett             |          |
| 16. | Nu King                                   | Jason Derulo              |          |
| 16. | Asterisms                                 | Sean Lennon               |          |
| 16. | This Is Me… Now                           | Jennifer Lopez            |          |
| 21. | 3rd -Moment-                              | Tsubaki Factory           |          |
| 23. | The Catalyst                              | Amaranthe                 |          |
| 23. | Filthy Underneath                         | Nadine Shah               |          |
| 23. | Loss of Life                              | MGMT                      |          |
| 23. | Of the Last Human Being                   | Sleepytime Gorilla Museum |          |
| 23. | Rooting for Love                          | Lætitia Sadier            |          |

#### Březen
| Den | Album                                | Umělec                           | Poznámky                             |
| --- | ------------------------------------ | -------------------------------- | ------------------------------------ |
| 1.  | Dreamcatchers                        | Yova                             |                                      |
| 1.  | Liam Gallagher John Squire           | Liam Gallagher a John Squire     |                                      |
| 1.  | MNEEM                                | Ingrid Schmoliner                |                                      |
| 1.  | Blue Lips                            | Schoolboy Q                      |                                      |
| 1.  | The Mandrake Project                 | Bruce Dickinson                  |                                      |
| 1.  | Speak to Me                          | Julian Lage                      |                                      |
| 8.  | The Collective                       | Kim Gordon                       |                                      |
| 8.  | Des Teufels Bad                      | Soap&Skin                        | Soundtrack                           |
| 8.  | Eternal Sunshine                     | Ariana Grande                    |                                      |
| 8.  | Girl Friends                         | Dion DiMucci                     |                                      |
| 8.  | The Great Bailout                    | Moor Mother                      |                                      |
| 8.  | Invincible Shield                    | Judas Priest                     | Album vyšlo již 6. března v Japonsku |
| 15. | Warp Speed Warriors                  | DragonForce                      |                                      |
| 15. | Painting with John                   | John Lurie                       | Soundtrack                           |
| 15. | The Sky Will Still Be There Tomorrow | Charles Lloyd                    |                                      |
| 15. | Everything I Thought It Was          | Justin Timberlake                |                                      |
| 22. | Gothic Summer                        | The Veronicas                    |                                      |
| 22. | Open Your Mind and Your Trousers     | Scooter                          |                                      |
| 22. | Audio Vertigo                        | Elbow                            |                                      |
| 22. | The Jesus and Mary Chain             | Glasgow Eyes                     |                                      |
| 22. | From the Ashes                       | Rosegarden Funeral Party         |                                      |
| 22. | Real Power                           | Gossip                           |                                      |
| 22. | Unheard                              | Hozier                           |                                      |
| 22. | Something in the Room She Moves      | Julia Holter                     |                                      |
| 29. | Echo Dancing                         | Alejandro Escovedo               |                                      |
| 29. | Cowboy Carter                        | Beyoncé                          |                                      |
| 29. | All Quiet on the Eastern Esplanade   | The Libertines                   |                                      |
| 29. | Evolution                            | Sheryl Crow                      |                                      |
| 29. | Genre: Sadboy                        | Machine Gun Kelly a Trippie Redd |                                      |
| 29. | Heaven :x: Hell                      | Sum 41                           |                                      |
| 31. | Hymnal of a Troubled Man's Mind      | Oliver Anthony                   |                                      |

#### Duben
| Den | Album                                         | Umělec                                     | Poznámky |
| --- | --------------------------------------------- | ------------------------------------------ | -------- |
| 5.  | Ohio Players                                  | The Black Keys                             |          |
| 5.  | Found Heaven                                  | Conan Gray                                 |          |
| 5.  | Black/Red                                     | Feeder                                     |          |
| 5.  | Only God Was Above Us                         | Vampire Weekend                            |          |
| 5.  | Townie                                        | X Ambassadors                              |          |
| 5.  | Last of the Beats                             | Gray                                       |          |
| 12. | Ghost Stories                                 | Blue Öyster Cult                           |          |
| 12. | Don't Forget Me                               | Maggie Rogers                              |          |
| 12. | Komorebi                                      | Gagarin                                    |          |
| 12. | Battle Ballads                                | Týr                                        |          |
| 12. | Red Hot & Ra: The Magic City                  | Red Hot Organization & Meshell Ndegeocello |          |
| 19. | Dark Matter                                   | Pearl Jam                                  |          |
| 19. | The Tortured Poets Department                 | Taylor Swift                               |          |
| 19. | Tarantula Heart                               | Melvins                                    |          |
| 19. | Defiance Part 2: Fiction                      | Ian Hunter                                 |          |
| 19. | The Other Side                                | T-Bone Burnett                             |          |
| 19. | Orchestras                                    | Bill Frisell                               |          |
| 20. | The Power of the Heart: A Tribute to Lou Reed | různí                                      |          |
| 26. | Humanoid                                      | Accept                                     |          |
| 26. | Funk Generation                               | Anitta                                     |          |
| 26. | It Beckons Us All...                          | Darkthrone                                 |          |
| 26. | Banished by Sin                               | Deicide                                    |          |
| 26. | Light Verse                                   | Iron & Wine                                |          |
| 26. | Hyperdrama                                    | Justice                                    |          |
| 26. | Fuckin' Up                                    | Neil Young a Crazy Horse                   |          |
| 26. | Nonetheless                                   | Pet Shop Boys                              |          |
| 26. | All Born Screaming                            | St. Vincent                                |          |
| 26. | The Big Decider                               | The Zutons                                 |          |
| 26. | Atlantis Lullaby: The Concert in Avignon      | Yusef Lateef                               |          |
| 26. | Forgiveness Is Yours                          | Fat White Family                           |          |

#### Květen
| Den | Album                     | Umělec                | Poznámky |
| --- | ------------------------- | --------------------- | -------- |
| 3.  | Empathogen                | Willow Smith          |          |
| 3.  | Fearless Movement         | Kamasi Washington     |          |
| 3.  | Reasonable Woman          | Sia                   |          |
| 3.  | Radical Optimism          | Dua Lipa              |          |
| 3.  | Veritas                   | P.O.D.                |          |
| 3.  | Undefeated                | Frank Turner          |          |
| 3.  | Super Magick              | Better Than Ezra      |          |
| 10. | Killing for Revenge       | Six Feet Under        |          |
| 10. | Can We Please Have Fun    | Kings of Leon         |          |
| 10. | Set the Tone              | Ghostface Killah      |          |
| 10. | No Hard Feelings          | The Chainsmokers      |          |
| 10. | Phantoma                  | Unleash the Archers   |          |
| 10. | Silver Romance            | Freedom Call          |          |
| 17. | From Hell I Rise          | Kerry King            |          |
| 17. | Hit Me Hard and Soft      | Billie Eilish         |          |
| 17. | Still Kids                | New Kids on the Block |          |
| 17. | Room Under the Stairs     | Zayn Malik            |          |
| 17. | Neon Pill                 | Cage the Elephant     |          |
| 17. | Music for Man Ray         | SQÜRL                 |          |
| 17. | Drama                     | Marty Friedman        |          |
| 17. | Glorious                  | Kate Hudson           |          |
| 17. | Lives Outgrown            | Beth Gibbons          |          |
| 22. | Iris                      | ClariS                |          |
| 24. | Post Human: Nex Gen       | Bring Me the Horizon  |          |
| 24. | Blue Electric Light       | Lenny Kravitz         |          |
| 24. | Pro Xristoy               | Rotting Christ        |          |
| 24. | Clancy                    | Twenty One Pilots     |          |
| 24. | Dark Times                | Vince Staples         |          |
| 24. | Dancing and Crying: Vol 1 | Kiesza                |          |
| 24. | 66                        | Paul Weller           |          |
| 27. | Armageddon                | Aespa                 |          |
| 31. | Believe Me Now?           | Becky Hill            |          |
| 31. | Chaos Angel               | Maya Hawkeová         |          |
| 31. | I Am                      | Tom Walker            |          |
| 31. | Ship to Shore             | Richard Thompson      |          |
| 31. | The Border                | Willie Nelson         |          |

#### Červen
| Den | Album                                      | Umělec                   | Poznámky |
| --- | ------------------------------------------ | ------------------------ | -------- |
| 7.  | Plays Metallica Vol. 2                     | Apocalyptica             |          |
| 7.  | A Trip a Stumble a Fall Down on Your Knees | Seasick Steve            |          |
| 7.  | Brat                                       | Charli XCX               |          |
| 7.  | Timeless                                   | Meghan Trainor           |          |
| 7.  | What Happened to the Heart?                | Aurora                   |          |
| 7.  | Forever                                    | Bon Jovi                 |          |
| 14. | Dopamine                                   | Normani                  |          |
| 14. | Always Centered at Night                   | Moby                     |          |
| 14. | New World Depression                       | Suicideboys              |          |
| 14. | POPtical Illusion                          | John Cale                |          |
| 14. | Risen Symbol                               | Axel Rudi Pell           |          |
| 14. | V                                          | Black Country Communion  |          |
| 21. | Crash                                      | Kehlani                  |          |
| 21. | Proxy Music                                | Linda Thompson           |          |
| 21. | 9 Sad Symphonies                           | Kate Nash                |          |
| 28. | Loom                                       | Imagine Dragons          |          |
| 28. | Keep Me Fed                                | The Warning              |          |
| 28. | Carnal                                     | Nothing More             |          |
| 28. | Early Daze                                 | Neil Young a Crazy Horse |          |
| 28. | Megan                                      | Megan Thee Stallion      |          |
| 28. | C,XOXO                                     | Camila Cabello           |          |
| 28. | Love Changes Everything                    | Dirty Three              |          |
| 28. | Songwriter                                 | Johnny Cash              |          |

#### Červenec
| Den | Album                                   | Umělec               | Poznámky |
| --- | --------------------------------------- | -------------------- | -------- |
| 5.  | Replica                                 | The Wytches          |          |
| 5.  | Happenings                              | Kasabian             |          |
| 12. | The Death of Slim Shady (Coup de Grâce) | Eminem               |          |
| 12. | Unprecedented Sh!t                      | Ani DiFranco         |          |
| 12. | X's                                     | Cigarettes After Sex |          |
| 12. | Ten                                     | Mr. Big              |          |
| 12. | Artificial Paradise                     | OneRepublic          |          |
| 12. | Guilty Pleasure (EP)                    | JoJo Siwa            |          |
| 12. | Eno (soundtrack)                        | Brian Eno            |          |
| 19. | =1                                      | Deep Purple          |          |
| 19. | Ate                                     | Stray Kids           |          |
| 19. | Across the River of Stars               | Beachwood Sparks     |          |
| 19. | Bando Stone & the New World             | Childish Gambino     |          |
| 19. | I Love You So F***ing Much              | Glass Animals        |          |
| 19. | Hannigan Sings Zorn Volume One          | John Zorn            |          |
| 26. | Ask That God                            | Empire of the Sun    |          |
| 26. | The Golden Years                        | Joshua Bassett       |          |
| 26. | Wake Up the Wicked                      | Powerwolf            |          |

#### Srpen
| Den | Album                  | Umělec                      | Poznámky |
| --- | ---------------------- | --------------------------- | -------- |
| 2.  | Aghori Mhori Mei       | The Smashing Pumpkins       |          |
| 2.  | Sincere                | Khalid                      |          |
| 2.  | The Well I Fell Into   | Why                         |          |
| 2.  | Smoke & Fiction        | X                           |          |
| 2.  | Beautifully Ordinary   | Tones and I                 |          |
| 9.  | Avenge the Fallen      | HammerFall                  |          |
| 9.  | Better Me Than You     | Big Sean                    |          |
| 16. | Paradise State of Mind | Foster the People           |          |
| 16. | Satellites             | The Script                  |          |
| 16. | F-1 Trillion           | Post Malone                 |          |
| 23. | Short n' Sweet         | Sabrina Carpenter           |          |
| 23. | Vermillion             | Simone Simons               |          |
| 30. | Don't Be Dumb          | ASAP Rocky                  |          |
| 30. | Amelia                 | Laurie Anderson             |          |
| 30. | Telos                  | Zedd                        |          |
| 30. | Wild God               | Nick Cave and the Bad Seeds |          |
| 30. | Love Rudiments         | Ty Segall                   |          |
| 30. | My Favorite Dream      | John Legend                 |          |

#### Září
| Den | Album                         | Umělec                  | Poznámky                          |
| --- | ----------------------------- | ----------------------- | --------------------------------- |
| 6.  | Infinite Icon                 | Paris Hilton            |                                   |
| 6.  | Luck and Strange              | David Gilmour           |                                   |
| 6.  | Born Horse                    | Mercury Rev             |                                   |
| 6.  | Embers                        | God Is an Astronaut     |                                   |
| 13. | I Am the Weapon               | Flotsam and Jetsam      |                                   |
| 13. | The Greatest Love             | London Grammar          |                                   |
| 13. | The Love It Took to Leave You | Colin Stetson           |                                   |
| 13. | Rack                          | The Jesus Lizard        |                                   |
| 20. | Yesterwynde                   | Nightwish               |                                   |
| 20. | 7                             | Nelly Furtado           |                                   |
| 20. | 143                           | Katy Perry              |                                   |
| 20. | Five Dice, All Threes         | Bright Eyes             |                                   |
| 20. | My Years with UFO             | Michael Schenker        |                                   |
| 27. | Foundations (EP)              | Serj Tankian            |                                   |
| 27. | Servitude                     | The Black Dahlia Murder |                                   |
| 27. | Harlequin                     | Lady Gaga               | Album k filmu Joker: Folie à Deux |

#### Říjen
| Den | Album                          | Umělec                   | Poznámky |
| --- | ------------------------------ | ------------------------ | -------- |
| 4.  | Moon Music                     | Coldplay                 |          |
| 4.  | Changes All the Time           | James Bay                |          |
| 4.  | For Cryin' Out Loud!           | Finneas O'Connell        |          |
| 10. | Encuentros                     | Becky G                  |          |
| 11. | Seven Hours After Violet       | Seven Hours After Violet |          |
| 11. | Supercharged                   | The Offspring            |          |
| 11. | The Art of Letting Go          | Myles Kennedy            |          |
| 18. | I Want Blood                   | Jerry Cantrell           |          |
| 18. | Tension II                     | Kylie Minogue            |          |
| 18. | What Do You Believe In?        | Rag'n'Bone Man           |          |
| 18. | Heavy Lifting                  | MC5                      |          |
| 25. | &                              | Bastille                 |          |
| 25. | Album of the Year #1 Funkateer | Bootsy Collins           |          |
| 25. | Powernerd                      | Devin Townsend           |          |
| 25. | Final Concert 10-28-14         | The Allman Brothers Band |          |
| 25. | The Great Impersonator         | Halsey                   |          |
| 25. | The Night the Zombies Came     | Pixies                   |          |
| 25. | Strawberry Hotel               | Underworld               |          |
| 25. | Planet Nowhere                 | Razorlight               |          |
| 30. | Nebula Romance                 | Perfume                  |          |

#### Listopad
| Den | Album                                   | Umělec         | Poznámky |
| --- | --------------------------------------- | -------------- | -------- |
| 1.  | Revolution                              | Skillet        |          |
| 1.  | Songs of a Lost World                   | The Cure       |          |
| 13. | Giant                                   | Stray Kids     |          |
| 15. | Shawn                                   | Shawn Mendes   |          |
| 15. | Negative Spaces                         | Poppy          |          |
| 15. | Bouquet                                 | Gwen Stefani   |          |
| 15. | From Zero                               | Linkin Park    |          |
| 22. | One Assassination Under God – Chapter 1 | Marilyn Manson |          |
| 22. | Merciless                               | Body Count     |          |
| 22. | The Last Will and Testament             | Opeth          |          |
| 29. | The Party Never Ends                    | Juice Wrld     |          |
| 29. | Trill Bill                              | Kodak Black    |          |

#### Prosinec
| Den | Album        | Umělec          | Poznámky |
| --- | ------------ | --------------- | -------- |
| 13. | Missionary   | Snoop Dogg      |          |
| 20. | Cult Classic | Nothing,Nowhere |          |

## Koncertní turné
- Billy Joel – Billy Joel in Concert
- Coldplay – Music of the Spheres World Tour
- Ed Sheeran – +–=÷× Tour
- Metallica – M72 World Tour
- Taylor Swift – The Eras Tour
- Depeche Mode – Memento Mori Tour
- Iron Maiden – The Future Past Tour
- Madonna – The Celebration Tour
- KK's Priest – Return of The Sinner Tour
- Judas Priest, Saxon, Uriah Heep – Metal Masters Tour 2024
- Judas Priest – Invincible Shield Tour
- The Rolling Stones – Hackney Diamonds Tour
- AC/DC – Power Up Tour
- Kabát – Po čertech velký turné 2024
- Linkin Park – From Zero World Tour
- David Gilmour – Luck and Strange Tour
- Dua Lipa – Radical Optimism Tour

## Úmrtí

### Leden
- 7. leden
  - Tony Clarkin, anglický kytarista (* 24. listopadu 1946)
- 8. leden
  - Phill Niblock, americký hudební skladatel, experimentální filmový režisér a fotograf (* 2. října 1933)
- 9. leden
  - Karel Janovický, český hudební skladatel, klavírista a publicista (* 18. února 1930)
  - James Kottak, americký bubeník (* 26. prosince 1962)
- 16. leden
  - Peter Schickele, americký parodista, hudební skladatel, klavírista a fagotista (* 17. července 1935)
- 19. leden
  - Mary Weiss, americká zpěvačka (* 18. prosince 1948)

### Únor
- 2. únor
  - Wayne Kramer, americký kytarista (* 30. dubna 1948)
- 5. únor
  - Toby Keith, americký countryový hudebník (* 8. července 1961)
- 9. únor
  - Damo Suzuki, japonský hudebník (* 16. ledna 1950)

### Březen
- 5. březen
  - Pavel Zajíček, český básník, hudebník a výtvarník (* 15. dubna 1951)
- 17. březen
  - Steve Harley, britský zpěvák (* 27. února 1951)
- 18. březen
  - Jimmy Hastings, britský hudebník (* 12. května 1938)
- 28. březen
  - Marian Zazeela, americká hudebnice, kaligrafka a světelná designérka (* 15. dubna 1940)
- 29. březen
  - Gerry Conway, anglický bubeník (* 11. září 1947)

### Duben
- 3. duben
  - Albert Heath, americký bubeník (* 31. května 1935)
- 7. duben
  - Clarence „Frogman“ Henry (* 19. března 1937)
- 9. duben
  - Sturgis Nikides, americký kytarista (* 9. března 1958)
- 13. duben
  - Richard Horowitz, americký hudební skladatel (* 6. ledna 1949)

### Květen
- 7. květen
  - Steve Albini, americký hudební producent, kytarista a zpěvák (* 22. července 1962)
- 24. květen
  - Doug Ingle, americký zpěvák a klávesista (* 9. září 1945)